# 本多利明
本多利明（日语：／ Honda Toshiaki，1743年—1821年1月25日），日本江户时代的学者之一。

## 生平
他早年涉足于天文学、数学与剑道，并开学授道。后转攻经济学与地理学，倡导日本对外开放，提升国力。他的著述以及译著甚丰，影响深远。他在1798年出版的《经世秘策》和《西域物语》等著作中认为，日本应以征服世界、成为世界第一强国为终极目标，为实现这一目标，他提出日本以勘察加半岛、满洲、库页岛等地为主要扩张方向，并且主张学习欧洲，实行“开拓制度”（即殖民制度）。